# Mordellistena micantoides
Mordellistena micantoides es una especie de coleóptero de la familia Mordellidae.

## Distribución geográfica
Habita en Alemania.